# العلاقات التركية الدومينيكية
العلاقات التركية الدومينيكية هي العلاقات الثنائية التي تجمع بين تركيا ودومينيكا.

## مقارنة بين البلدين
هذه مقارنة عامة ومرجعية للدولتين:
| وجه المقارنة                                              | تركيا         | دومينيكا              |
| --------------------------------------------------------- | ------------- | --------------------- |
| المساحة (كم2)                                             | 783.56 ألف    | 751                   |
| عدد السكان (نسمة)                                         | 80.14 مليون   | 73.92 ألف             |
| الكثافة السكانية (ن./كم²)                                 | 102.28        | 9.84 ألف              |
| العاصمة                                                   | أنقرة         | روسو                  |
| اللغة الرسمية                                             | اللغة التركية | لغة إنجليزية          |
| العملة                                                    | ليرة تركية    | دولار شرق الكاريبي    |
| الناتج المحلي الإجمالي (بليون دولار)                      | 851.10 مليار  | 562.54 مليون          |
| الناتج المحلي الإجمالي (تعادل القوة الشرائية) بليون دولار | 1.57 تريليون  | 789.63 مليون          |
| الناتج المحلي الإجمالي الاسمي للفرد دولار أمريكي          | 9.12 ألف      | 7.12 ألف              |
| الناتج المحلي الإجمالي للفرد دولار أمريكي                 | 19.79 ألف     | 10.88 ألف             |
| مؤشر التنمية البشرية                                      | 0.761         | 0.724                 |
| رمز المكالمات الدولي                                      | +90           | +1767                 |
| رمز الإنترنت                                              | .tr           | .dm                   |
| المنطقة الزمنية                                           | ت ع م+03:00   | 00، توقيت أطلنطي موحد |

## منظمات دولية مشتركة
يشترك البلدان في عضوية مجموعة من المنظمات الدولية، منها:
| علم المنظمة | اسم المنظمة                        | تاريخ انضمام تركيا | تاريخ انضمام دومينيكا |
| ----------- | ---------------------------------- | ------------------ | --------------------- |
|             | مؤسسة التنمية الدولية              | 22 ديسمبر 1960     | 29 سبتمبر 1980        |
|             | يونسكو                             | 4 نوفمبر 1946      | 9 يناير 1979          |
|             | وكالة ضمان الاستثمار متعدد الأطراف | 3 يونيو 1988       | 7 أكتوبر 1991         |
|             | الأمم المتحدة                      | 24 أكتوبر 1945     | 18 ديسمبر 1978        |
|             | الاتحاد البريدي العالمي            | ?                  | ?                     |
|             | البنك الدولي للإنشاء والتعمير      | 11 مارس 1947       | 29 سبتمبر 1980        |
|             | الاتحاد الدولي للاتصالات           | 1866               | 28 أكتوبر 1996        |
|             | منظمة حظر الأسلحة الكيميائية       | ?                  | ?                     |
|             | مؤسسة التمويل الدولية              | 19 ديسمبر 1956     | 29 سبتمبر 1980        |
|             | منظمة التجارة العالمية             | 26 مارس 1995       | ?                     |
|             | منظمة الشرطة الجنائية الدولية      | ?                  | ?                     |

## وصلات خارجية
- موقع وزارة الخارجية التركية